# Carlo Pisacane

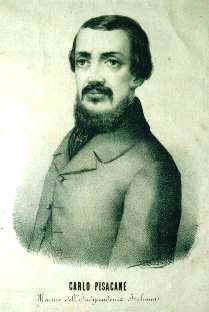
Carlo Pisacane

Carlo Pisacane (* 22. August 1818 in Neapel, Italien; † 2. Juli 1857 in Sanza) war ein italienischer Politiker, Guerillakämpfer, Schriftsteller und eine wichtige Figur des italienischen Risorgimento.

## Leben
Im Jahre 1832 besucht der aus einer adligen Familie stammende Pisacane eine Militärakademie. Er beschäftigt sich im Besonderen mit Mathematik und Physik. 1840 wird er nach Gaeta berufen, um die Arbeiten zur Konstruktion der Bahnlinie Neapel – Caserta zu koordinieren. Im darauffolgenden Jahr wird er nach Civitella del Tronto transferiert. Diese Erfahrung inspiriert ihn für sein Werk Memoria sulla frontiera nord-orientale del Regno di Napoli.
Im Jahre 1843 wird er nach Neapel berufen und zum Leutnant befördert. Im Jahre 1846 schlägt er dem König der Zwei Sizilien vor, dem italienischen Freiheitskämpfer Giuseppe Garibaldi, der in Südamerika kämpft, eine Ehrengabe zu überbringen. Der König lehnt dies nicht nur ab, sondern ordnet eine Gewaltaktion gegen Pisacane an, welcher ein überzeugter Demokrat und Republikaner ist.
Nachdem er von bourbonischen Truppen misshandelt wurde, kommt Pisacane zur Überzeugung, dass nur die Schaffung einer Republik sicherstellen kann, dass alle Bürger gleich sind ohne nach ihrer Rasse, ihrem Geschlecht, ihrem Alter, ihrer politischen und/oder religiösen Überzeugung unterschieden zu werden.
Er schließt sich in seinem politischen Denken einem Giuseppe Mazzini an. Als Radikalrepublikaner lehnt er auch Gewalt als politisches Mittel nicht ab. Im Jahre 1848 kämpft er in der Lombardei als Freiwilliger im ersten italienischen Unabhängigkeitskrieg. Der Konflikt endet in einer Niederlage für Italien. Aber Pisacane gibt nicht auf und begibt sich nach Rom. Dort gründet er, zusammen mit Goffredo Mameli, Giuseppe Garibaldi, Aurelio Saffi und Giuseppe Mazzini die römische Republik, die er zäh verteidigt, aber unglücklich an die Franzosen verliert, die von Papst Pius IX. zu Hilfe gerufen werden, um diese progressive, republikanische, anti-päpstliche Revolte zu stoppen.
Nach der Niederlage durch die Franzosen entwickelt er ein eigenes politisches Projekt, das als „risorgimentaler Sozialismus“ bezeichnet werden kann. Die Zurückgebliebenheit der italienischen Arbeiter und Bauern und deren fehlendes politisches Bewusstsein seien ein Hindernis für die Errichtung der Republik. Er lehnt jedoch auch hier Gewalt als Mittel des politischen Kampfes nicht ab und entwickelt die Theorie der Propaganda der Tat. Er sagt: „Gewalttätigkeit ist nicht nur notwendig um Aufmerksamkeit zu erregen oder öffentliches Interesse für ein Anliegen zu erwecken, sondern um zu informieren, zu bilden und schließlich die Massen für die Ziele der Revolution zusammenzuführen. Der lehrende Zweck der Gewalt kann niemals durch Kampfschriften, Plakate oder Veranstaltungen ersetzt werden.“ Im Jahre 1856 gründet er zusammen mit Rosolino Pilo die Zeitschrift La parola libera.
Es bereitet folglich, obgleich anderer Meinung als Garibaldi, Mazzini und Camillo Benso von Cavour, einen Aufstand in  Süditalien vor: im Jahre 1857 kapert er mit einer kleinen Truppe zuverlässiger Anhänger ein Liniendampfboot und befreit in Ponza über 300 Gefangene, von denen nur ein dutzend politische Gefangene sind, und bringt sie nach Sapri. Jedoch gelingt es Pisacanes Trupp nicht, die Masse von der Notwendigkeit eines Aufstandes zu überzeugen.
Bei Sapri werden Pisacane und seine Truppe von bourbonischen Truppen eingekreist und auch von der Zivilbevölkerung angegriffen. Pisacane wird hierbei umgebracht, oder, je nach Darstellung, möglicherweise verletzt und bringt sich dann selbst um.
Zu seinen weiteren Werken gehören: Guerra combattuta in Italia negli anni 1848–49 (1850) und Saggi storici-politici-militari sull'Italia (1854). Pisacane wird als einer der Helden des Risorgimento gefeiert, und ob seines tragischen Endes mit Che Guevara verglichen, der 1967 in Bolivien einen ähnlichen Tod fand.

## Schriften
- Carlo Pisacane in WorldCat Entities

- Rapido cenno sugli ultimi avvenimenti di Roma dalla salita della breccia al di' 15 luglio 1849. Losanna [Lausanne] 1849
- Guerra combattuta in Italia negli anni 1848-49. Lugano 1850
- Saggi storici, politici, militari sull'Italia. 3 Bände, Genova 1858–1860
- Testamento Politico. Ancona 1880